# Valer Bociat
Valer Bociat (n. 28 februarie 1876, Clopotiva – d. 15 mai 1939, Sibiu) a fost un deputat în Marea Adunare Națională de la Alba Iulia, organismul legislativ reprezentativ al „tuturor românilor din Transilvania, Banat și Țara Ungurească”, cel care a adoptat hotărârea privind Unirea Transilvaniei cu România, la 1 decembrie 1918.:p. 11

## Biografie
Valer Bociat s-a năcut în Clopotiva, la data de 28 februarie 1876. A fost fiul protopopului de Sarmisegetuza, Avel Bociat. A făcut liceul la Orăștie, Sebeș-Alba și Blaj. Bacalaureatul l-a luat în Blaj, pe 7 iunie 1894. În privința studiilor superioare, a urmat Academia minieră silvică regală maghiară din Selmecbánya, secția silvică, iar examenul de Stat l-a luat la Budapesta, pe 8 noiembrie 1899.  A profesat ca inginer inspector silvic la Societatea Petroșani.:p. 42

## Activitatea politică

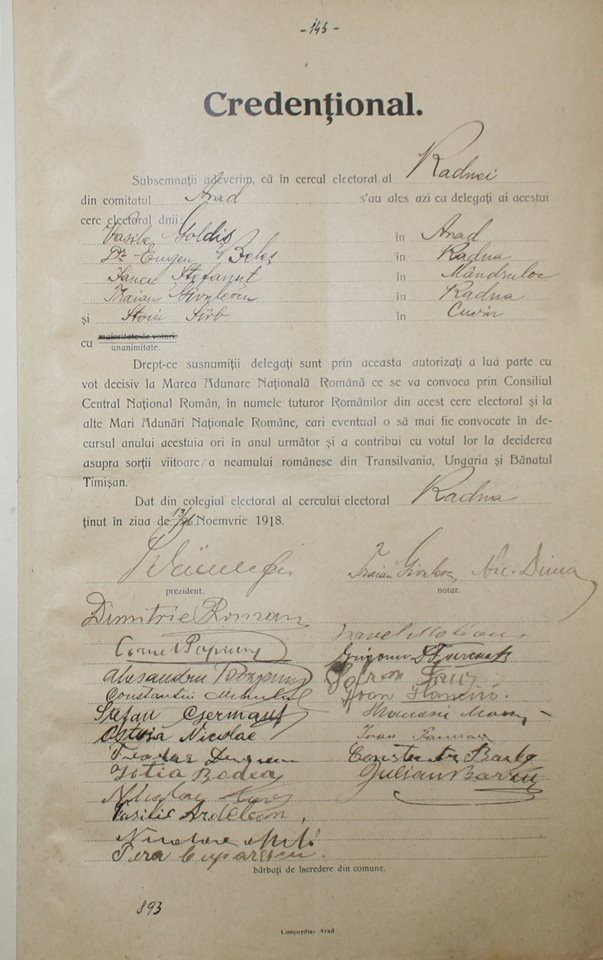
Credențional

A participat la Marea Adunare Națională de la Alba Iulia din 1 decembrie 1918 în calitate de deputat al cercului electoral din Lupeni, tot atunci fiind ales și delegat oficial al Sfatului Național Român. După aceasta, a făcut parte din primul parlament român în circumscripția electorală Lupeni, județul Hunedoara, ales în 2 noiembrie 1919. În 9 martie 1922 a fost ales drept senator în circumscripția Petroșani.. Ulterior a fost ales și primar al orașului Lupeni.:p. 42

## Recunoaștere
A fost decorat, în calitate de senator de Hunedoara, prin decretul nr. 4619, cu Ordinul Coroana României în gradul de ofițer.:p. 42